# Холенберг
Холенберг (нем. Holenberg) — община в Германии, в земле Нижняя Саксония.
Входит в состав района Хольцминден. Подчиняется управлению Беферн. Население составляет 454 человека (на 31 декабря 2010 года). Занимает площадь 7,36 км².
| Год  | Население |
| ---- | --------- |
| 1990 | 489       |
| 1995 | 485       |
| 2000 | 492       |
| 2005 | 505       |
| 2010 | 473       |